# Лещинский, Болеслав
Болеслав Лещинский (пол. Bolesław Leszczyński; 14 августа 1837, Тёмнолесская (Тёмный Лес) (ныне станица Краснодарского края) — 12 июня 1918, Варшава) — польский актёр театра и кино. Известный трагик.

## Биография
Сын майора польских войск, сосланного на Кавказ за участие в ноябрьском восстании 1830 года. Мать Болеслава была актрисой.
С 1857 года учился в Варшавской драматической школе. В 1858 дебютировал в Плоцке в труппе Т. Хелховского в роли Квакера («Квакер и танцовщица»). Выступал в Вильнюсе, Львове, Кракове, Праге. С 1872 года — актёр театра «Вельки» в Варшаве. В 1882—1884 гастролировал в России.

## Избранные театральные роли
- Петруччио, дворянин из Вероны («Укрощение строптивой» Шекспира).
- Воевода («Мазепа» Ю. Словацкого).
- Король Собеский («Оборона Вены»).
- Хлестаков («Ревизор» Гоголя).
- «Король Лир», «Макбет» и «Много шума из ничего» Шекспира.
- «Золотое руно» и др.

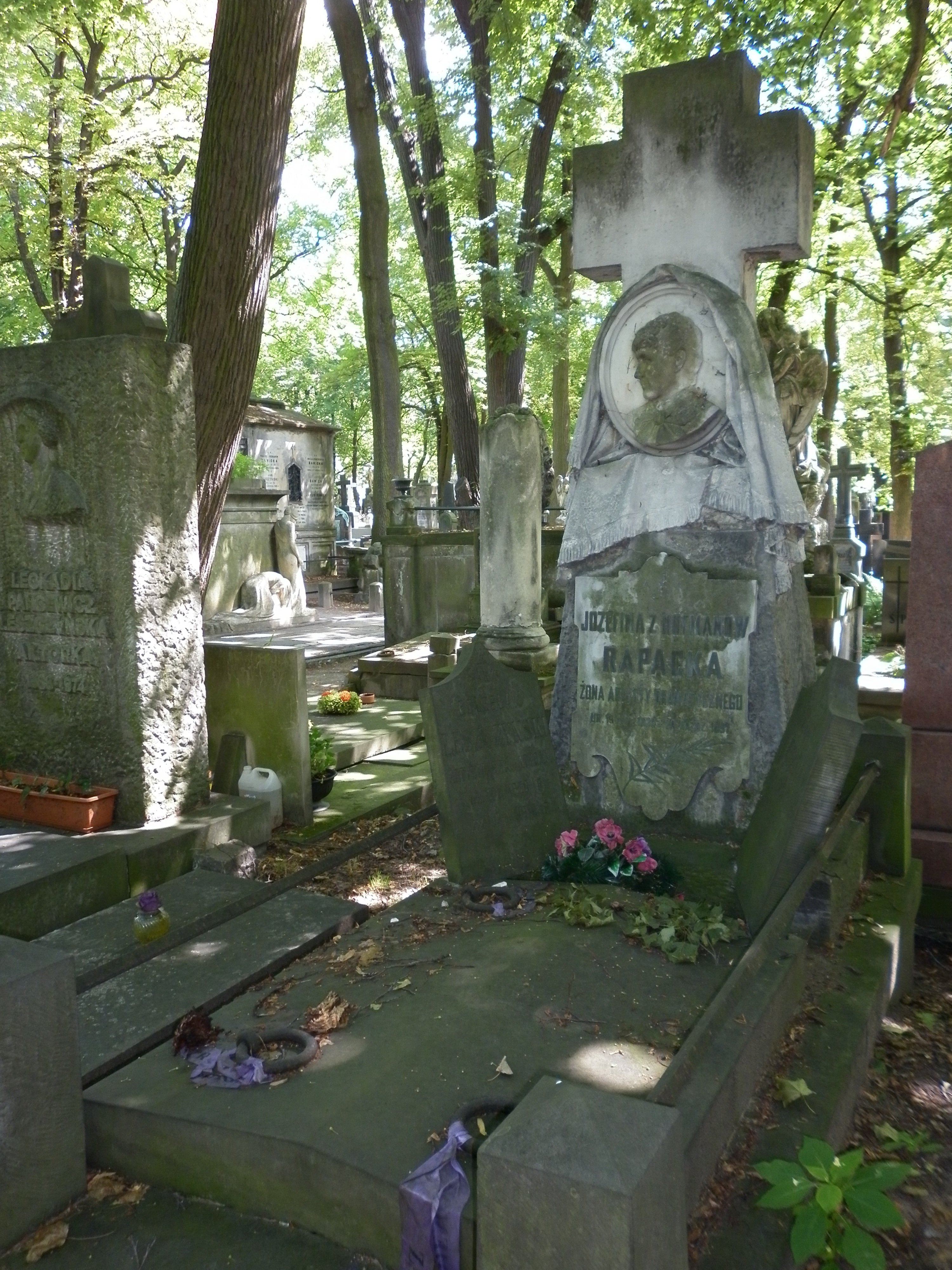
Могила Б. Лещинского на кладбище Старые Повонзки

Несмотря на то, что Б. Лещинский выступал и в комедийных ролях, в историю он вошёл как крупнейший трагик. Его лучшая роль — Отелло в  одноимённой пьесе Шекспира.
Играл вдохновенно, часто импровизировал. Входил в число самых популярных актёров Польши.
В 1912—1915 — снимался в кино («Воевода» (1912), «Трагедия в сандомирском замке» (другое название «Зачарованный круг», 1915).
Его третья жена Хонората Лещинская (1864—1937) и сын Ежи Лещинский (1884—1959) были также известными польскими актёрами.
Похоронен на варшавском кладбище Старые Повонзки.